# Eli Kochański
Eli Kochański (* 8. Mai 1886 in Odessa; † 19. Oktober 1940 in Warschau) war ein polnischer Cellist und Musikpädagoge.
Der Sohn des Synagogenkantors und Geigenlehrers Joshua Kahan wurde zunächst von Emil Młynarski unterrichtet und war dann sieben Jahre Celloschüler von Arthur Wulffius an der Musikschule der Musikgesellschaft von Odessa. Von 1904 bis 1906 setzte er seine Celloausbildung am Leipziger Konservatorium bei Julius Klengel fort und studierte dort Musiktheorie bei Johann Merkel und Kammermusik bei Hans Sitt.
Ab 1908 war er Mitglied des Streichquartetts, ab 1909 Cellist und von 1912 bis 1926 Konzertmeister der Cellogruppe der Warschauer Nationalphilharmonie. Daneben trat er auch als Solist und Kammermusiker auf. 1909 wurde er Cellolehrer an der Lucjan-Marczewski-Musikschule in Warschau; von 1919 bis 1939 war er Professor am Warschauer Konservatorium.

## Quelle
- Kurzbiografie von Kochański Eli auf sztetl.org (polnisch)

| Personendaten    | Personendaten                        |
| ---------------- | ------------------------------------ |
| NAME             | Kochański, Eli                       |
| KURZBESCHREIBUNG | polnischer Cellist und Musikpädagoge |
| GEBURTSDATUM     | 8. Mai 1886                          |
| GEBURTSORT       | Odessa                               |
| STERBEDATUM      | 19. Oktober 1940                     |
| STERBEORT        | Warschau                             |